# 桃まつり
桃まつり（ももまつり）は、春に行われる、桃の花を愛でる日本の行事。
桃まつりとは、春に行われる桃の花を愛でる祭り。日本の年中行事のひとつ。1976年に開始された古河総合公園で行われる桃まつりが有名。